# Michael Karst
Michael Karst (ur. 28 stycznia 1952 w Mannheimie) – niemiecki lekkoatleta, długodystansowiec,  medalista mistrzostw Europy w 1974. W czasie swojej kariery reprezentował Republikę Federalną Niemiec.
Specjalizował się w biegu na 3000 metrów z przeszkodami. Zdobył brązowy medal w tej konkurencji na mistrzostwach Europy w 1974 w Rzymie, przegrywając jedynie z Bronisławem Malinowskim z Polski i Andersem Gärderudem ze Szwecji. Zwyciężył na tym dystansie w finale pucharu Europy w 1975 w Nicei.
Zajął 5. miejsce w biegu na 3000 metrów z przeszkodami na igrzyskach olimpijskich w 1976 w Montrealu. Na halowych mistrzostwach Europy w 1977 w San Sebastián zajął 5. miejsce w biegu na 3000 metrów. Ponownie zwyciężył w biegu na 3000 metrów z przeszkodami w finale pucharu Europy w 1977 w Helsinkach, podobnie jak w zawodach pucharu świata w 1977 w Düsseldorfie. Zajął 4. miejsce w tej konkurencji na mistrzostwach Europy w 1978 w Pradze oraz 2. miejsce na tym dystansie w finale pucharu Europy w 1979 w Turynie.
Odnosił również sukcesy na uniwersjadach. Zdobył srebrne medale w biegu na 3000 metrów z przeszkodami w Moskwie w 1973 i w Rzymie w 1975, a w Sofii w 1977 zwyciężył na tym dystansie.
Karst był mistrzem RFN w biegu na 3000 metrów z przeszkodami w latach 1974–1977 i 1979 oraz wicemistrzem na tym dystansie w 1973 i 1978. Był również mistrzem w sztafecie 4 × 1500 metrów w 1978. W hali był brązowym medalistą w biegu na 3000 metrów w 1977.
Czterokrotnie poprawiał rekord RFN w biegu na 3000 metrów z przeszkodami do wyniku 8:14,05, osiągniętego 5 lipca 1977 w Sztokholmie. 
Jego rekord życiowy w biegu na 3000 metrów wynosił 7:52,45 (uzyskany 22 czerwca 1978 w Kolonii), a w biegu na 5000 metrów 13:38,8 (7 sierpnia 1975 w Helsinkach).